# Blidari (Cârligele), Vrancea
Blidari este un sat în comuna Cârligele din județul Vrancea, Muntenia, România.

 Acest articol despre o localitate din județul Vrancea este deocamdată un ciot. Puteți ajuta Wikipedia prin completarea lui.